# Partecipanti al Tour of the Alps 2025
Elenco dei partecipanti al Tour of the Alps 2025.
Il Tour of the Alps 2025 è la quarantasettesima edizione della corsa. Alla competizione prendono parte 16 squadre: 8 UCI World Tour 2025, 5 UCI ProTeam, 2 UCI Continental Team e 1 selezione nazionale.
Partenza con 102 ciclisti accreditati.

## Corridori per squadra
Nota: R ritirato, NP non partito, FT fuori tempo, SQ squalificato
| Lidl-Trek                  | Lidl-Trek                  | Lidl-Trek                  | Bahrain Victorious            | Bahrain Victorious            | Bahrain Victorious            | Team Picnic PostNL    | Team Picnic PostNL    | Team Picnic PostNL    |
| -------------------------- | -------------------------- | -------------------------- | ----------------------------- | ----------------------------- | ----------------------------- | --------------------- | --------------------- | --------------------- |
| N°                         | Ciclista                   | Clas.                      | N°                            | Ciclista                      | Clas.                         | N°                    | Ciclista              | Clas.                 |
| 1                          | Juan Pedro López           | 15°                        | 11                            | Antonio Tiberi                | R 2ª                          | 21                    | Romain Bardet         | 10°                   |
| 2                          | Giulio Ciccone             | 4°                         | 12                            | Kasper Borremans              | 57°                           | 22                    | Robbe Dhondt          | 48°                   |
| 3                          | Tao Geoghegan Hart         | 32°                        | 13                            | Damiano Caruso                | 6°                            | 23                    | Chris Hamilton        | 36°                   |
| 4                          | A. Gebreigzabhier          | 78°                        | 14                            | Afonso Eulálio                | 53°                           | 24                    | Max Poole             | 7°                    |
| 5                          | Lennard Kämna              | 63°                        | 15                            | Fran Miholjević               | 59°                           | 25                    | Matteo Vanhuffel      | 39°                   |
| 6                          | Sam Oomen                  | 26°                        | 16                            | Finlay Pickering              | 52°                           | 26                    | Jurgen Zomermaand     | 58°                   |
| 7                          | Nils Aebersold             | 75°                        |                               |                               |                               |                       |                       |                       |
| Red Bull-Bora-Hansgrohe    | Red Bull-Bora-Hansgrohe    | Red Bull-Bora-Hansgrohe    | Team Jayco AlUla              | Team Jayco AlUla              | Team Jayco AlUla              | Ineos Grenadiers      | Ineos Grenadiers      | Ineos Grenadiers      |
| N°                         | Ciclista                   | Clas.                      | N°                            | Ciclista                      | Clas.                         | N°                    | Ciclista              | Clas.                 |
| 31                         | Jai Hindley                | 8°                         | 41                            | Koen Bouwman                  | 20°                           | 51                    | Thymen Arensman       | 2°                    |
| 32                         | Emil Herzog                | 28°                        | 42                            | Alessandro De Marchi          | 61°                           | 52                    | Andrew August         | 42°                   |
| 33                         | Anton Palzer               | R 4ª                       | 43                            | Paul Double                   | 13°                           | 53                    | Jonathan Castroviejo  | 33°                   |
| 34                         | Frederik Wandahl           | 29°                        | 44                            | Eddie Dunbar                  | 16°                           | 54                    | Lucas Hamilton        | R 3ª                  |
| 35                         | Ben Zwiehoff               | 31°                        | 45                            | Felix Engelhardt              | 27°                           | 55                    | Salvatore Puccio      | R 2ª                  |
| 36                         | Lennart Jasch              | R 4ª                       |                               |                               |                               | 56                    | Óscar Rodríguez       | 41°                   |
| 37                         | Nate Pringle               | 49°                        | 57                            | Kim Heiduk                    | 56°                           |                       |                       |                       |
| Decathlon AG2R La Mondiale | Decathlon AG2R La Mondiale | Decathlon AG2R La Mondiale | EF Education-EasyPost         | EF Education-EasyPost         | EF Education-EasyPost         | Israel-Premier Tech   | Israel-Premier Tech   | Israel-Premier Tech   |
| N°                         | Ciclista                   | Clas.                      | N°                            | Ciclista                      | Clas.                         | N°                    | Ciclista              | Clas.                 |
| 61                         | Felix Gall                 | 5°                         | 71                            | Hugh Carthy                   | NP 4ª                         | 81                    | Marco Frigo           | 21°                   |
| 62                         | Geoffrey Bouchard          | R 4ª                       | 72                            | Alexander Cepeda              | 14°                           | 82                    | Chris Froome          | 76°                   |
| 63                         | Oscar Chamberlain          | NP 1ª                      | 73                            | Jardi van der Lee             | 65°                           | 83                    | Jakob Fuglsang        | 40°                   |
| 64                         | Ilian Barhoumi             | R 5ª                       | 74                            | Michael Valgren               | 50°                           | 84                    | Derek Gee             | 3°                    |
| 65                         | Nicolas Prodhomme          | 19°                        | 75                            | Yuhi Todome                   | NP 3ª                         | 85                    | Matthew Riccitello    | 9°                    |
| 66                         | Paul Seixas                | 12°                        |                               |                               |                               | 86                    | Moritz Kretschy       | NP 1ª                 |
|                            |                            |                            | 87                            | Luke Valenti                  | R 1ª                          |                       |                       |                       |
| Tudor Pro Cycling Team     | Tudor Pro Cycling Team     | Tudor Pro Cycling Team     | VF Group-Bardiani CSF-Faizanè | VF Group-Bardiani CSF-Faizanè | VF Group-Bardiani CSF-Faizanè | Team Polti VisitMalta | Team Polti VisitMalta | Team Polti VisitMalta |
| N°                         | Ciclista                   | Clas.                      | N°                            | Ciclista                      | Clas.                         | N°                    | Ciclista              | Clas.                 |
| 91                         | Michael Storer             | 1°                         | 101                           | Luca Covili                   | 17°                           | 111                   | Davide Piganzoli      | 11°                   |
| 92                         | Lucas Eriksson             | 66°                        | 102                           | Alessio Martinelli            | 23°                           | 112                   | Davide Bais           | 44°                   |
| 93                         | Florian Stork              | 22°                        | 103                           | Alessandro Pinarello          | 45°                           | 113                   | Mattia Bais           | 18°                   |
| 94                         | Lawrence Warbasse          | 54°                        | 104                           | Vicente Rojas                 | 37°                           | 114                   | Álex Martín           | 46°                   |
| 95                         | Robin Donzé                | 38°                        | 106                           | Manuele Tarozzi               | 30°                           | 115                   | Andrea Pietrobon      | 70°                   |
| 96                         | Arno Wallenborn            | 69°                        | 107                           | Alex Tolio                    | 24°                           | 116                   | Francisco Muñoz       | 71°                   |
|                            |                            |                            |                               |                               |                               | 117                   | Samuele Zoccarato     | 72°                   |
| Solution Tech Vini Fantini | Solution Tech Vini Fantini | Solution Tech Vini Fantini | Team Vorarlberg               | Team Vorarlberg               | Team Vorarlberg               | JCL Team Ukyo         | JCL Team Ukyo         | JCL Team Ukyo         |
| N°                         | Ciclista                   | Clas.                      | N°                            | Ciclista                      | Clas.                         | N°                    | Ciclista              | Clas.                 |
| 121                        | Yukiya Arashiro            | 68°                        | 131                           | Daniel Geismayr               | 67°                           | 141                   | Alessandro Fancellu   | R 4ª                  |
| 122                        | Davide Baldaccini          | 60°                        | 132                           | Alexander Konychev            | 64°                           | 142                   | Manabu Ishibashi      | 74°                   |
| 123                        | Tommaso Nencini            | R 2ª                       | 133                           | Lukas Meiler                  | R 4ª                          | 143                   | Marc Cabedo H.        | 55°                   |
| 124                        | Alessandro Iacchi          | NP 3ª                      | 134                           | Jannis Peter                  | 51°                           | 144                   | Nicolò Garibbo        | 43°                   |
| 125                        | Andrea Piras               | R 2ª                       | 135                           | Félix Stehli                  | 77°                           | 145                   | Simone Raccani        | R 5ª                  |
| 126                        | Joann Rolando              | R 1ª                       | 136                           | Colin Stüssi                  | 25°                           | 146                   | Nahom Zeray           | 47°                   |
| 127                        | Luca Verrando              | R 3ª                       | 137                           | Emanuel Zangerle              | NP 5ª                         | 147                   | Marino Kobayashi      | R 1ª                  |
| Selezione austriaca        |                            |                            |                               |                               |                               |                       |                       |                       |
| N°                         | Ciclista                   | Clas.                      |                               |                               |                               |                       |                       |                       |
| 151                        | Josef Dirnbauer            | R 1ª                       |                               |                               |                               |                       |                       |                       |
| 152                        | Matthias Gusner            | 62°                        |                               |                               |                               |                       |                       |                       |
| 153                        | Philipp Hofbauer           | 35°                        |                               |                               |                               |                       |                       |                       |
| 154                        | Martin Messner             | 34°                        |                               |                               |                               |                       |                       |                       |
| 155                        | David Paumann              | 73°                        |                               |                               |                               |                       |                       |                       |
| 156                        | Valentin Poschacher        | R 1ª                       |                               |                               |                               |                       |                       |                       |